# Bentol
Bentol är ett svenskt flygbränsle, främst använt under andra världskriget bestående av bensin, bensen och etanol.
- Bentol typ B-BC med oktantal 80 innehöll 60-75 volymprocent bensin, upp till 15 volymprocent bensen och 22-28 volymprocent etanol.
- Bentol typ C med oktantal 87 innehöll 50-75 volymprocent bensin, upp till 25 volymprocent bensen och 22-28 volymprocent etanol, samt en mindre mängd tetraetylbly.